# Blaue Himmelsleiter
Die Blaue Himmelsleiter (Polemonium caeruleum), auch Blaues Sperrkraut genannt, ist eine Pflanzenart aus der Gattung Jakobsleitern (Polemonium) innerhalb der Familie der Sperrkrautgewächse (Polemoniaceae).

## Beschreibung

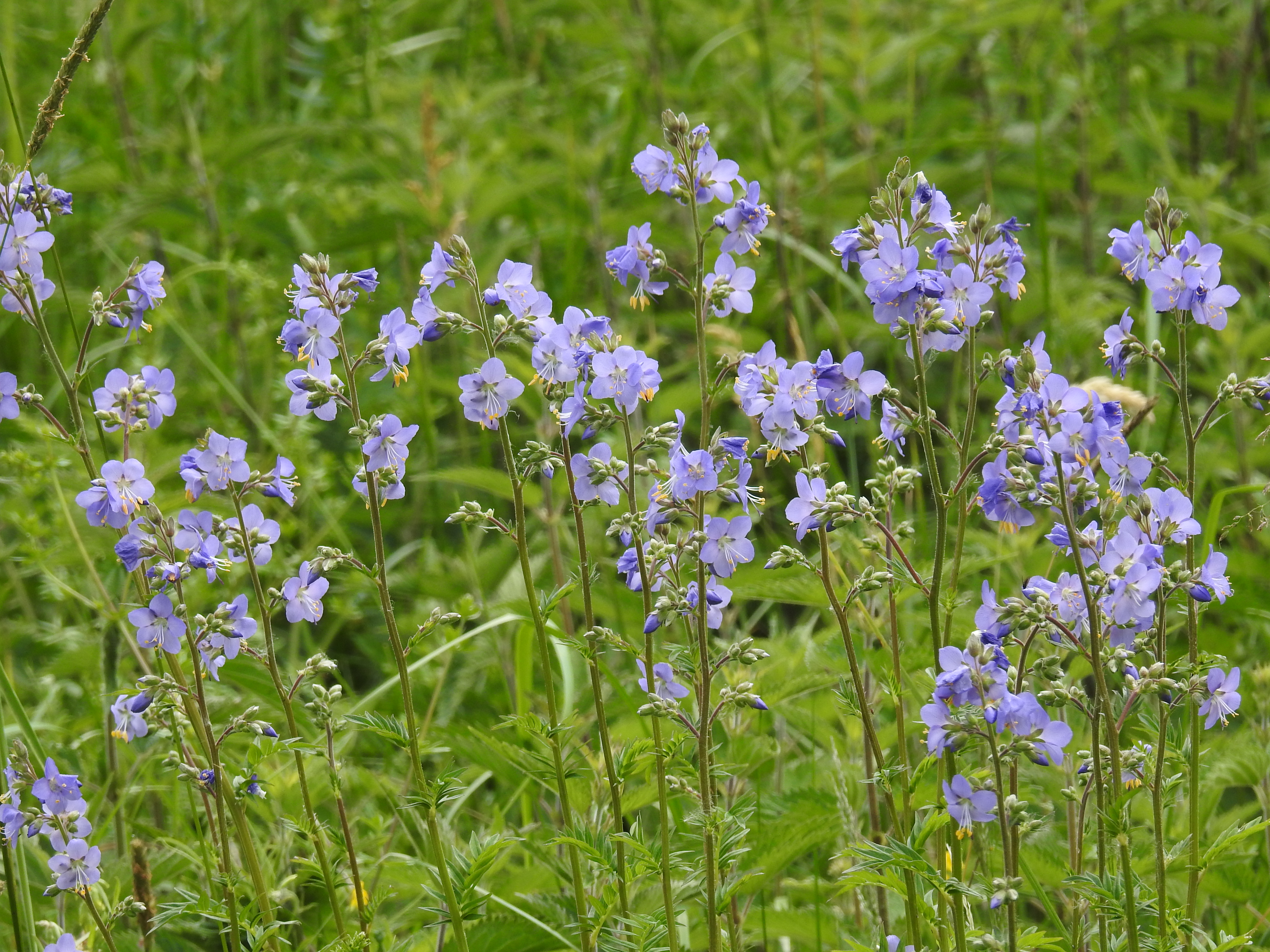
Blaue Himmelsleiter (Polemonium caeruleum)

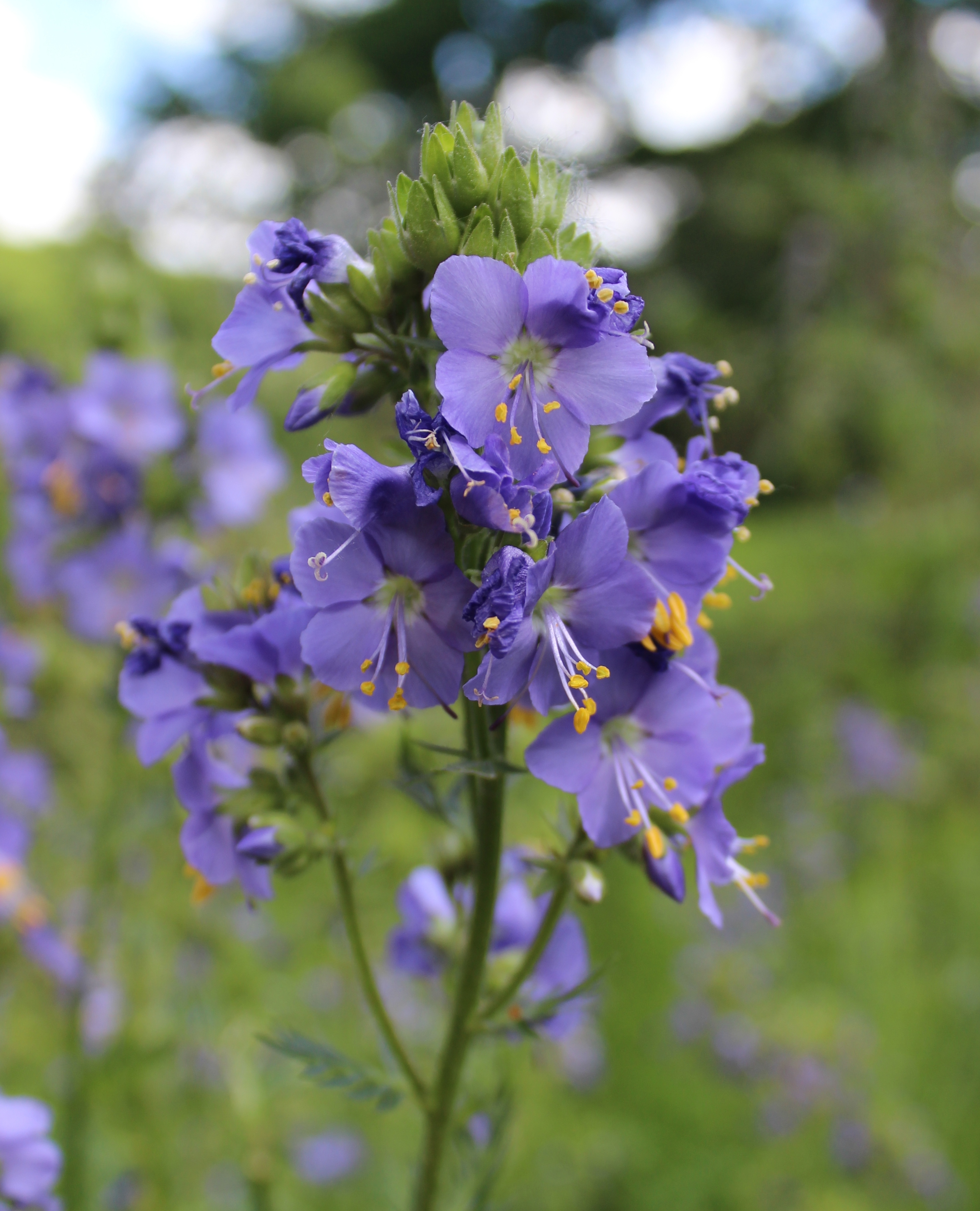
Blütenstand

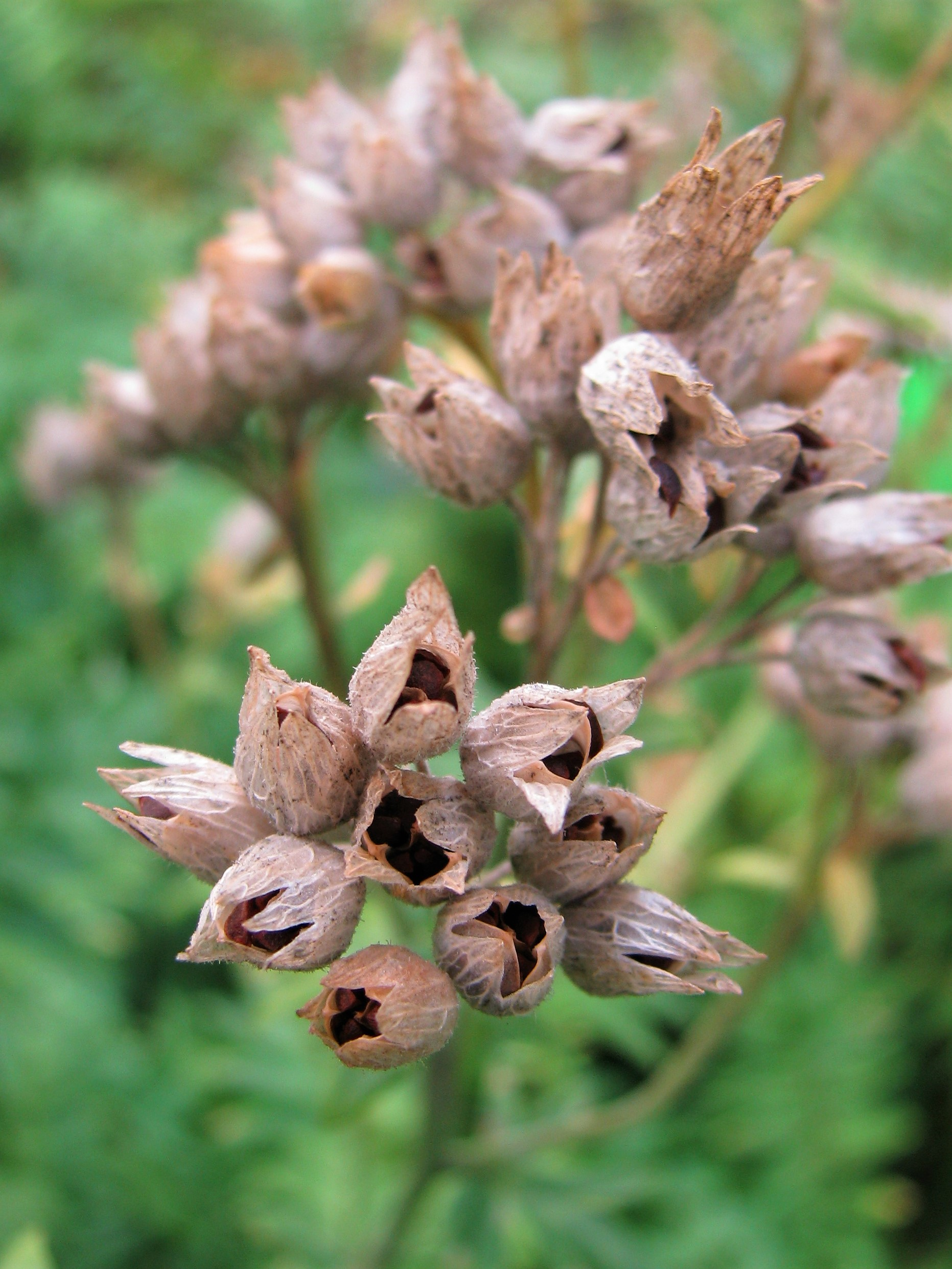
Früchte im bleibenden Kelch

### Vegetative Merkmale
Die Blaue Himmelsleiter ist eine ausdauernde krautige Pflanze, die Wuchshöhen von 30 bis 100 Zentimetern erreicht. Der Stängel ist im oberen Bereich drüsig behaart.
Die wechselständig am Stängel angeordneten Laubblätter kurz gestielt bis fast sitzend. Die unpaarig gefiederte Blattspreite besitzt bis zu 27 Blättchen; die oberen Laubblätter besitzen viel weniger wie die unteren. Die Blattrhachis ist rinnig. Die fast sitzenden und fast kahlen Fiederblättchen sind bei einer Länge von bis zu 4 Zentimetern eiförmig bis verkehrt-eiförmig oder elliptisch mit spitzem oberen Ende und ganzrandig. Nebenblätter fehlen.

### Generative Merkmale
Die Blütezeit reicht von Juni bis Juli. Der end- oder achselständige, rispige Blütenstand ist 10 bis 30 Zentimeter lang und dicht drüsig behaart.
Die zwittrigen und gestielten Blüten sind fünfzählig mit doppelter Blütenhülle. Der fünfzipflige und drüsig behaarte Kelch ist becherförmig. Die Blütenkrone ist bei einem Durchmesser von 15 bis 25 Millimetern radförmig ausgebreitet, mit kurzer Kronröhre. Sie ist violettblau oder weiß mit fünf gerundeten, dachigen Zipfeln. Die kurzen fünf Staubblätter, mit behaarter Basis, befinden sich in der Kronröhre und sind etwas kürzer als die Krone. Der dreikammerige Fruchtknoten ist oberständig. Der lange, schlanke Griffel endet in einer dreilappigen Narbe. Es ist ein gelappter und napfförmiger Diskus vorhanden.
Die Frucht ist vom bleibenden Kelch umhüllt. Die relativ kleine Kapselfrucht ist dreifächerig, öffnet sich lokulizidal und enthält mehrere Samen. Die kleinen Samen mit einer aufquellenden Samenschale (Myxotesta) sind kurz geflügelt.
Die Chromosomenzahl beträgt 2n= 18.

## Vorkommen
Die Blaue Himmelsleiter kommt von Frankreich bis Sibirien, dem Kaukasusraum und in Asien vor.
Sie ist in Mitteleuropa vielleicht urwüchsig im Grauerlenwald oder in Bachstauden- und Steinschuttfluren auf sickerfeuchten, nährstoffreichen und basenreichen, meist kalkhaltigen, mild bis mäßig sauren, mehr oder weniger humosen, steinigen oder reinen Ton- und Lehmböden, auch auf Torfböden. Sie ist in Mitteleuropa eine Charakterart des Valeriano-Polemonietum aus dem Verband Filipendulion, kommt aber auch im Alnetum incanae aus dem Verband Alno-Ulmion oder in sickerfeuchten Gesellschaften der Ordnung Thlaspietalia rotundifolii vor.
Die ökologischen Zeigerwerte nach Landolt et al. 2010 sind in der Schweiz: Feuchtezahl F = 3 (mäßig feucht), Lichtzahl L = 4 (hell), Reaktionszahl R = 3 (schwach sauer bis neutral), Temperaturzahl T = 2+ (unter-subalpin und obermontan), Nährstoffzahl N = 4 (nährstoffreich), Kontinentalitätszahl K = 4 (subkontinental).

## Systematik
Je nach Autor gibt es mehrere Unterarten:
- Polemonium caeruleum subsp. caeruleum: Sie kommt von Frankreich bis Sibirien und dem Kaukasusraum vor.[2]
- Polemonium caeruleum subsp. himalayanum (Baker) H.Hara: Sie kommt vom nördlichen Pakistan bis zum westlichen Nepal und dem nordwestlichen Yunnan vor.[2]
- Polemonium caeruleum subsp. villosum (Rudolph ex Georgi) Brand (Syn.: Polemonium acutiflorum Willd. ex Roem. & Schult., Polemonium racemosum  Kitam.) Sie kommt in der Subarktis vor südlich bis ins nördliche Korea. Sie wird auch als eigene Art angesehen: Polemonium villosum Rudolph ex Georgi.
- Polemonium caeruleum subsp. yezoense (Miyabe & Kudô) H.Hara (Syn.: Polemonium yezoense  (Miyabe & Kudô) Kitam.): Sie kommt auf Hokkaido und Honshu vor.[2]

## Nutzung
Die Blaue Himmelsleiter wurde im Gebirge in Bauerngärten verwendet.

## Volksnamen
Jakobsleiter (Thurgau), Blaue Sträusseln, Immeblümli (Aargau), Bipölperli (St. Gallen), Glögglistock (Züricher Oberland).